# Vino para robar
Vino para robar és una pel·lícula argentina de 2013 dirigida per Ariel Winograd, escrita per Adrián Garelik i protagonitzada per Daniel Hendler i Valeria Bertuccelli.

## Argument
Sebastián (Hendler) coneix a Natalia (Bertuccelli) quan està intentant robar una important peça d'art d'un museu, i ella li guanya de mà. Rivals declarats, els dos hauran de treballar junts més endavant, en un robatori més complex: una valuosa i única ampolla de Malbec de Bordeus de mitjan segle xix, catalogada com un dels millors vins del món i gelosament guardada en la volta d'un banc, a Mendoza.
En un univers ple de glamur, entre vinyes i muntanyes, els lladres hauran de desplegar la seva màgia, però mentre preparen el robatori descobriran, cadascun pel seu costat, que res resultarà com ho van pensar.

## Repartiment
- Daniel Hendler... Sebastián
- Valeria Bertuccelli... Natalia/Mariana
- Martín Piroyansky... Chucho
- Pablo Rago... Mario
- Juan Leyrado... Basile
- Luis Sagasti... Guntag
- Mario Alarcón... Pascual
- Alan Sabbagh... Gerente
- Christian Cardoner... Sergio Goycohea
- Esteban Balbi... Asistente Arquitecto Goycochea
- Sebastián Mogordoy... Guardia

## Producció
La filmació va començar l'11 de febrer de 2013 a la província de Mendoza i entre el 4 i el 18 de març es va filmar en Buenos Aires. En els últims dies de març, Winograd i alguns col·laboradors van viatjar a Florència, Itàlia, per a completar el rodatge. El rodatge es va dur a terme majoritàriament a Mendoza i van participar deu actors d'aquesta província a més de tècnics i més de 300 extres. Un dels protagonistes de la cinta, Daniel Hendler, va declarar sobre rodar a Mendoza: "És una experiència intensa; se sent la serralada a prop, les vinyes, el sol. És molt divertit el que estem fent i es veurà en el resultat".
Per a la realització de la pel·lícula, Winograd va intentar contactar a Luis Mario Vitette, autor del "robatori del segle". En no aconseguir posar-se en contacte amb Vitette, el director va optar per Luis Vicat, un altre especialista en robatoris.

## Recepció
En un període de només quatre dies el film va aconseguir ser vista per 57.258 persones.
La pel·lícula va rebre el Premi Especial del Jurat en el Festival de Cinema Iberoamericà de Huelva al novembre de 2013. En la XX Mostra de Cinema Llatinoamericà de Catalunya va rebre el premi del públic i el premi al millor guió. Per contra, als Premis Cóndor de Plata 2014 va obtenir fins a set nominacions (millor actriu, actor de repartiment, guió original, música, vestuari, direcció artística i muntatge) però no en va guanyar cap.
La pel·lícula va ser aclamada per la crítica. Al web Todas Las Críticas va rebre un 93% d'aprovació; de 46 crítiques que va rebre, 43 d'elles van ser positives i 3 negatives.